# Dropping Daylight
Dropping Daylight is een Amerikaanse rockband uit Minneapolis, Minnesota. Ze hebben opgetreden met Jason Mraz, The Pixies, Plain White T's, Jonas Brothers, Paramore, Papa Roach, Cypress Hill, Green Day, Phantom Planet, The Misfits, Blue October, Breaking Benjamin, en meer recentelijk met Army of Anyone en Sick Puppies.

## Bezetting
- Sebastian Davin[3] (leadzang, piano, ritmegitaar)
- Seth Davin[4] (leadgitaar, achtergrondzang)
- Rob Burke (basgitaar)
- Allen Maier[5] (drums)

## Geschiedenis
Dropping Daylight begon toen de oorspronkelijke leden (Sebastian Davin, samen met Rob Burke en Jake Englund) in de junior highschool zaten onder de naam Associated Mess. Jake had de visie en werkte samen met lokale functionarissen in hun geboortestad om een jeugdcentrum te beginnen met livemuziek - waarmee The Garage zijn oorsprong vond. Associated Mess trad daar op met Aaron Burke op drums en Jake op gitaar. Jake schakelde over op drums toen Aaron vertrok om naar de universiteit te gaan. Sebastian, Rob en Jake speelden tijdens de middelbare school in Minneapolis. 

### Sui Generis
In 2001 gingen Sebastian Davin en Jake Englund naar het Berklee College of Music. Ze werkten aan veel opnames met andere studenten, maar Davins originele singer-songwritermuziek, Englunds drummen en management en visie en Tim Paul Winer - een vriend, student en studiomuzikant, werkten samen aan een handvol originele nummers. Omdat ze het geluid leuk vonden, noemden ze voormalig Associated Mess-lid en bassist Rob Burke, die door een woordenboek bladerde en de bandnaam Sui Generis vond, waarvan ze later ontdekten dat deze gebruikt zou worden door een Argentijnse band bij Sony Records. Sebastian Davin en Englund verlieten Berklee, met een originele plaat van 10 nummers in productie en begonnen met het spelen van regionale rockshows met Sebastian Davin op piano en zang, Burke op bas en Englund op drums en als manager van de band. De band had een gitarist nodig en rekruteerde Sebastians toen 14-jarige broer Seth om de band te completeren.

### Sue Generis
Tussen 2002 en 2003 speelde de band tussen de 40 en 50 rockshows per jaar in het midwesten met de bands Quietdrive, Down and Above en Papa Roach. Promotor Rich Best van Live Nation in combinatie met producent Chris Grainger en Jon Delange speelden een sleutelrol bij het verkrijgen van de titelloze Sui Generis Record in de handen van muziekzakenadvocaat Charles J. Biederman en vice-president Pete Giberga van A&R voor Epic Records en Sony Music. De band realiseerde zich dat een eerdere Sui Generis uit Argentinië verwarring en copyrightproblemen zou veroorzaken en veranderde de bandnaam in Sue Generis en bracht het onafhankelijk album Back to Nowhere uit. Op het laatste moment hielpen Jeff en Chris de band aan een optreden bij South by Southwest (SXSW) in 2004 in The Blind Pig in 6th Street. Honderden muziekprofessionals woonden de show die avond bij, wat leidde tot een gegons van activiteit rond de band, wat leidde tot het geflirt van platenlabels, managementteams, boekingsbureaus en vele optredens. De band bouwde een team op met Bill Silva en Creative Artist Agency, die de visie begeleidden die de band in de beginjaren had opgesteld. De naam werd om juridische redenen later gewijzigd in Dropping Daylight toen ze in 2005 door Octone Records werden gecontracteerd.

### Dropping Daylight
De band toerde een aantal jaren op de 'Vans Warped Tour', maar heeft recentelijk getoerd met acts als Breaking Benjamin, Blue October, Monty Are I, Meg & Dia en Jason Mraz. Ze zijn vertoond op MTV News: You Hear It First. Hun nummer Tell Me van hun eerste volledige album Brace Yourself heeft regelmatig radio-airplay gekregen van een aantal stations en piekte op 30 in de Hot Mainstream Rock Tracks. Ze toeren regelmatig met Breaking Benjamin en Sebastian Davin heeft zang en piano bijgedragen aan Breaking Benjamins album Phobia. Sebastian droeg piano bij aan het album Riot van Paramore.
Brace Yourself is het eerste nationaal uitgebrachte album van de band. Het kan echter worden beschouwd als hun derde album. Eerdere demo's en publicaties onder verschillende bandnamen waren de nummers Associated Mess, Sue Generis en Back to Nowhere. Singles en ep's bevatten Take a Photograph en Have Yourself a Merry Little Christmas. Veel nummers zijn herinterpretaties van eerdere nummers, helemaal terug naar hun oorspronkelijke demo. De band heeft ook het woord verspreid over een mogelijke live-publicatie van hun concert in Wilkes-Barre's Wachovia Arena en Kingstons Joe Nardone's Gallery of Sound. De band veranderde hun naam in Kidnap Kings en bracht het album Flashing Lights and Sound uit onder hun nieuwe naam.

## Discografie
Als Sue Generis
- 2003: Back to Nowhere

Als Dropping Daylight
- 2005: Take a Photograph EP
- 2006: Brace Yourself

Als Kidnap Kings
- 2010: Flashing Lights and Sound